# Miss Países Bajos
Miss Países Bajos (en neerlandés: Miss Nederland) fue un concurso de belleza nacional en los Países Bajos llevado a cabo entre 1989 y 2024.
Seleccionaba a las representantes del país para el concurso Miss Mundo entre 1989 y 2015, y para Miss Universo entre 2009 y 2023.

## Historia
El concurso fue fundado en 1989 para seleccionar a representantes para Miss Mundo. Deniz Akkoyun, Miss Países Bajos 2008, no fue a Miss Mundo 2008 porque la representante para este concurso fue seleccionada por una organización diferente.
A principios de junio de 2009, Kim Kötter adquirió la licencia de Miss Universo y se convirtió en directora nacional. Ese año también adquirió la licencia de Miss Mundo. En 2016, un nuevo concurso fue fundado para seleccionar a las representantes para Miss Mundo.
A partir del 1 de enero de 2020, la licencia de Miss Países Bajos pasó a ser propiedad de Hannah Skin Improvement Research Company BV. Sin embargo, Kim Kötter continuó como directora nacional hasta junio de 2020, cuando fue reemplazada por Monica van Ee, de la empresa de cosméticos Hannah.
A principios de febrero de 2024, la organización renunció a la licencia de Miss Universo. En diciembre, se anunció que el concurso había sido cancelado alegando que «era hora de un cambio».

## Ganadoras
| Año  | Miss Países Bajos    | Provincia             |
| ---- | -------------------- | --------------------- |
| 1989 | Liesbeth Caspers     | —                     |
| 1990 | Gabriëlle Stap       | —                     |
| 1991 | Linda Egging         | —                     |
| 1992 | Gaby van Nimwegen    | —                     |
| 1993 | Hilda Vermeulen      | Frisia                |
| 1994 | Yoshka Bon           | Holanda Septentrional |
| 1995 | Didie Schackman      | Güeldres              |
| 1996 | Petra Hoost          | Holanda Septentrional |
| 1997 | Sonja Silva          | —                     |
| 1998 | Nerena Ruinemans     | —                     |
| 2000 | Raja Moussaoui       | Limburgo              |
| 2001 | Irena Pantelic       | —                     |
| 2002 | Elise Boulogne       | Holanda Meridional    |
| 2003 | Sanne de Regt        | Zelanda               |
| 2004 | Miranda Slabber      | Zelanda               |
| 2006 | Sheryl Baas          | Holanda Meridional    |
| 2007 | Melissa Sneekes      | Holanda Meridional    |
| 2008 | Deniz Akkoyun        | Utrecht               |
| 2009 | Avalon-Chanel Weyzig | Flevolanda            |
| 2010 | Desirée van den Berg | Holanda Septentrional |
| 2011 | Kelly Weekers        | Limburgo              |
| 2013 | Stephanie Tency      | Holanda Septentrional |
| 2014 | Yasmin Verheijen     | Holanda Septentrional |
| 2015 | Jessie Jazz Vuijk    | Holanda Septentrional |
| 2016 | Zoey Ivory           | Flevolanda            |
| 2017 | Nicky Opheij         | Utrecht               |
| 2018 | Rahima Ayla Dirkse   | Holanda Meridional    |
| 2019 | Sharon Pieksma       | Holanda Meridional    |
| 2020 | Denise Speelman      | Groninga              |
| 2021 | Julia Sinning        | Holanda Septentrional |
| 2022 | Ona Moody            | Holanda Septentrional |
| 2023 | Rikkie Kollé         | Holanda Septentrional |
| 2024 | Amber Rustenberg     | Holanda Septentrional |

## Representación internacional

### Miss Universo
: Declarada como ganadora
     : Terminó como finalista
     : Terminó como una de las semifinalistas o cuartofinalistas
     : Terminó como ganadora de premios especiales
| Año  | Provincia             | Miss Universo Países Bajos | Posición en Miss Universo | Premios especiales |
| ---- | --------------------- | -------------------------- | ------------------------- | ------------------ |
| 2023 | Holanda Septentrional | Rikkie Kollé               | No clasificó              |                    |
| 2022 | Holanda Septentrional | Ona Moody                  | No clasificó              |                    |
| 2021 | Holanda Septentrional | Julia Sinning              | No clasificó              |                    |
| 2020 | Groninga              | Denise Speelman            | No clasificó              |                    |
| 2019 | Holanda Meridional    | Sharon Pieksma             | No clasificó              |                    |
| 2018 | Holanda Meridional    | Rahima Ayla Dirkse         | No clasificó              |                    |
| 2017 | Utrecht               | Nicky Opheij               | No clasificó              |                    |
| 2016 | Flevoland             | Zoey Ivory                 | No clasificó              |                    |
| 2015 | Holanda Septentrional | Jessie Jazz Vuijk          | No clasificó              |                    |
| 2014 | Holanda Septentrional | Yasmin Verheijen           | Tercera finalista         |                    |
| 2013 | Holanda Septentrional | Stephanie Tency            | No clasificó              |                    |
| 2012 | Holanda Septentrional | Nathalie den Dekker        | No clasificó              |                    |
| 2011 | Limburgo              | Kelly Weekers              | Top 16                    |                    |
| 2010 | Holanda Septentrional | Desirée van den Berg       | No clasificó              |                    |
| 2009 | Flevoland             | Avalon-Chanel Weyzig       | No clasificó              |                    |

### Miss Mundo
: Declarada como ganadora
     : Terminó como finalista
     : Terminó como una de las semifinalistas o cuartofinalistas
     : Terminó como ganadora de premios especiales
| Año                                         | Provincia              | Miss Mundo Países Bajos      | Posición en Miss Mundo | Premios especiales                                    |
| ------------------------------------------- | ---------------------- | ---------------------------- | ---------------------- | ----------------------------------------------------- |
| 2015                                        | Güeldres               | Margot Hanekamp              | Top 20                 | - Top Model (Top 30)                                  |
| 2014                                        | Holanda Meridional     | Tatjana Maul                 | Top 25                 | - Multimedia (Top 5) - Beauty With a Purpose (Top 10) |
| 2013                                        | Brabante Septentrional | Jacqueline Steenbeek         | Top 20                 | - Deportes (ganadora)                                 |
| 2012                                        | Holanda Septentrional  | Nathalie den Dekker          | Top 15                 | - Deportes (Top 24) - Belleza Playera (Top 40)        |
| 2011                                        | Drente                 | Jill Lauren de Robles        | No clasificó           |                                                       |
| 2010                                        | Holanda Septentrional  | Desirée van den Berg         | Top 25                 | - Belleza Playera (Top 20)                            |
| 2009                                        | Flevolanda             | Avalon-Chanel Weyzig         | No clasificó           |                                                       |
| Miss Mundo Países Bajos (concurso separado) |                        |                              |                        |                                                       |
| 2008                                        | —                      | Carmen Selina Kool           | No clasificó           |                                                       |
| Miss Países Bajos                           |                        |                              |                        |                                                       |
| 2007                                        | Holanda Meridional     | Melissa Sneekes              | No clasificó           |                                                       |
| 2006                                        | Holanda Meridional     | Sheryl Baas                  | No clasificó           |                                                       |
| 2005                                        | —                      | Monique Plat                 | No clasificó           |                                                       |
| 2004                                        | Zelanda                | Miranda Slabber              | No clasificó           |                                                       |
| 2003                                        | Zelanda                | Sanne de Regt                | No clasificó           |                                                       |
| 2002                                        | Holanda Meridional     | Elise Boulogne               | Top 20                 |                                                       |
| 2001                                        | —                      | Irena Pantelic               | No clasificó           |                                                       |
| 2000                                        | Limburgo               | Raja Moussaoui               | No clasificó           |                                                       |
| 1999                                        | —                      | Ilona Marilyn van Veldhuisen | No clasificó           |                                                       |
| 1998                                        | —                      | Nerena Ruinemans             | No clasificó           |                                                       |
| 1997                                        | —                      | Sonja Silva                  | No clasificó           |                                                       |
| 1996                                        | Holanda Septentrional  | Petra Hoost                  | No clasificó           |                                                       |
| 1995                                        | Güeldres               | Didie Schackman              | No clasificó           |                                                       |
| 1994                                        | Holanda Septentrional  | Yoshka Bon                   | No clasificó           |                                                       |
| 1993                                        | Frisia                 | Hilda Vermeulen              | No clasificó           |                                                       |
| 1992                                        | —                      | Gaby van Nimwegen            | No clasificó           |                                                       |
| 1991                                        | —                      | Linda Egging                 | No clasificó           |                                                       |
| 1990                                        | —                      | Gabriëlle Stap               | Top 10                 |                                                       |
| 1989                                        | —                      | Liesbeth Caspers             | No clasificó           |                                                       |